# Johan Adolph Stuart
Johan Adolf Stuart, född 1 juni 1603 i Dorpat, död 30 april 1666 i Vists församling, Östergötlands län, var en svensk adelsman och militär

## Biografi
Johan Adolf Stuart föddes 1603 i Dorpat. Han var son till översten Anders Stuart den äldre och Elisabeth Anrep. Stuart blev 1626 fänrik vid Östgöta regemente till fot, 1628 kapten och 1631 regementskvartermästare. Han blev slutligen överstelöjtnant och kommendant på Johannisborg. Stuart och hans fru avstod arvsanspråket 12 januari 1659 efter hennes broder Anders Stuart. Stuart avled 1666 på Stavsäter i Vists församling och begravdes i Vists kyrka.

### Egendom
Stuart ägde gården Stavsäter i Vists socken.

### Familj
Stuart gifte sig 1633 med sin kusin Anna Stuart (död 1670), dotter till generalmönsterherren Hans Stuart och Brita Eriksdotter Soop. Stuart gifte sig mot sina föräldrars samtycke och fick enligt kungliga senatens beslut 15 april 1633 böta till Linköpings domkyrka.